# حوا (ألبوم)
حوا  هو سابع ألبومات المغنية اللبنانية هيفاء وهبي صدر في عام 2018

## نبذة عن الألبوم
يتألف من  خمسة عشر أغنية طرحتها   واحدة تلو الأخرة تعاونت فيها مع مجموعة من الشعراء والملحنين، أمثال تامر حسين  وشادي نور و أمير طعيمة ومحمد يحيى وبلال سرور وغيرهم. فيما قام بتوزيع الأغاني كلّ من هادي شرارة ويحيى يوسف وشريف مكاوي ورامي بلازن  كما شاركت في كتابة بعض أغانيه  وصورت كل أغاني الألبوم على طريقة الفيديو كليب.

## الأغاني[4]
1. واحشني
2. هفضل
3. جن الصبي
4. قالو سابني
5. مزيكا هاديه
6. ست البنات
7. اجمدي
8. ما تيجي نرقص
9. في يوم من الايام
10. صباحو ورد
11. قلها بحبك
12. اهضم خبرية
13. بحب الحياة
14. توته
15. حوّا